# كيم جونز (عداءة مراثونية)
كيم جونز (بالإنجليزية: Kim Jones)‏ هي عداءة مراثونية أمريكية، ولدت في 2 مايو 1958 في سونوما في الولايات المتحدة.

## وصلات خارجية
- كيم جونز على موقع الاتحاد الدولي لألعاب القوى (الإنجليزية)